# Гуровський повіт
Гуровський повіт (пол. powiat górowski) — один з 26 земських повітів Нижньосілезького воєводства Польщі. Утворений 1 січня 1999 року в результаті адміністративної реформи.

## Загальні дані
Повіт знаходиться у північній та центральній частині воєводства. Адміністративний центр — місто Гура. Станом на 1.01.2008 населення становить 36 418 осіб, площа 738,27 км².
На терени повіту були депортовані 1645 українців з українських етнічних територій у 1947 році (т. з. акція «Вісла»).

## Демографія
Демографічні дані повіту станом на 30.06.2005:
|       | Всього | Всього | Жінки  | Жінки | Чоловіки | Чоловіки |
| ----- | ------ | ------ | ------ | ----- | -------- | -------- |
|       | осіб   | %      | осіб   | %     | осіб     | %        |
| Повіт | 36 630 | 100    | 18 591 | 50,8  | 18 039   | 49,2     |
| Міста | 15 473 | 100    | 7978   | 51,6  | 7495     | 48,4     |
| Села  | 21 157 | 100    | 10 613 | 50,2  | 10 544   | 49,8     |